# Pablo Salas
Pour les articles homonymes, voir Salas.
Pablo Salas, né le 30 décembre 1955 à Santiago au Chili est un producteur et cinéaste documentariste chilien.

## Biographie
Il fait ses études secondaires à l'Instituto Nacional General José Miguel Carrera, puis étudie le génie civil à l'Université du Chili et le génie mécanique à l'Université pontificale catholique du Chili.
En 1980, il commence à travailler au théâtre Ictus (es) qui crée cette année là une société de production audiovisuelle. Il y travaille d'abord en tant qu'opérateur, puis en tant que monteur de l'ensemble de la production entre 1981 à 1984.
Il travaille également comme caméraman et documentariste pour le journal télévisé Teleanálisis (es), média d'information important durant les années de dictature.
À partir de 1983, il réalise plusieurs dizaines de tournages pour le compte de la RAI (Italie), de TVE (Espagne), d'ARD (Allemagne), de chaînes de télévision australiennes, autrichiennes et américaines. De nombreuses archives de ses tournages entre 1983 et 1990 ont été utilisées dans des séquences de films divers (par exemple les documentaires En nombre de Dios et El Caso Pinochet de Patricio Guzmán) et dans des films et documentaires de nombreuses télévisions chiliennes et étrangères.
De 1987 à 2005, il fournit ses services en tant que producteur par l'intermédiaire de Mass Media Audiovisuales, société de production créée par lui.
En 2003, la Plataforma Audiovisual, entité qui regroupe des professionnels du cinéma chilien, lui accorde une reconnaissance publique pour sa carrière.